# 에우헤니오 데르베스
에우헤니오 곤살레스 데르베스(스페인어: Eugenio González Derbez, 1961년 9월 2일 ~ )는 멕시코의 배우, 희극인, 프로듀서, 작가, 감독이다.

## 출연 작품
- 지오스톰
- 호두까기 인형과 4개의 왕국 - 호손 역
- 오버보드 - 레오나르도 역
- 도라 디 익스플로러
- 코다